# Håndboldligaen
Die Håndboldligaen der Männer ist seit 1998 die höchste Spielklasse im dänischen Handball.

## Verlauf
Die dänische Handballliga besteht aus 14 Mannschaften, die jeweils 26 Spiele in der regulären Saison zu absolvieren haben. Bis 2006 wurden danach die acht besten Teams in zwei Gruppen zu je vier Mannschaften aufgeteilt. Die Nr. 1 und 2 aus der regulären Saison begannen dann die Gruppenspiele mit zwei Punkten,  Nr. 3 und 4 begannen mit einem Punkt, während der 5. bis 8. ohne Punkte startete. Nach den sechs Spielen spielten die beiden Gruppensieger den Meister aus, während die Zweitplatzierten um die Bronzemedaille spielten. Sowohl das Finale als auch das Spiel um Platz drei wurden als "Best of 3" - Serie gespielt.
Ab der Saison 2007/2008 kommen die vier besten Teams der regulären Saison in die Playoffs und spielen die Halbfinals und das Finale. Halbfinalspiele sowie das Finale werden als "best of 3" Serie ausgetragen.
Das niedrigst platzierte Team der regulären Saison steigt ab die 1. Division und deren Meister steigt in die Erste Handboldligaen auf. Die Mannschaften die Platz 9, 10, 11, 12 und 13 belegten werden zusammen mit dem 2., 3. und 4. aus der 1. Division in zwei Gruppen zu je vier Mannschaften aufgeteilt. Die Gruppensieger und die Zweitplatzierten sind für die 1. Liga in der nächsten Saison zu qualifiziert. Die 3. beider Gruppen spielen in bis zu drei Begegnungen den letzten freien Platz in der 1. Liga aus.

## Hauptsponsoren
Die Håndboldligaen trug regelmäßig die Namen ihrer Hauptsponsoren.
- 1998–2001: Byggekram Ligaen[1][2]
- 11/2001–2004: TDC Ligaen[3]
- 1/2007–2008: Tele2 Ligaen[4]
- 2008–2009: CBB Mobil Ligaen[5]
- 2009–2013: Jack & Jones Ligaen[6]
- 2014–2016: Boxer TV Ligaen[7]
- 2016–2018: 888.dk Ligaen[8]
- 2019–2020: Primo Tours Ligaen[9]
- 11/2020–2023: HTH Ligaen[10]
- seit 2025: Bambuni Ligaen[11]

## Meister
Die Meister im dänischen Herrenhandball (seit 1998 über die Håndboldligaen ausgespielt) waren seit 1936:
- 1936 IF Vidar
- 1937 IF Ajax København
- 1938 IF Vidar
- 1939 H.G. Håndbold
- 1940 H.G. Håndbold
- 1941 H.G. Håndbold
- 1942 IF Ajax
- 1943 H.G. Håndbold
- 1944 IF Ajax
- 1945 Keine Ligaspiele
- 1946 H.G. Håndbold
- 1947 H.G. Håndbold
- 1948 IF Ajax
- 1949 IF Ajax
- 1950 IF Ajax
- 1951 Helsingør IF
- 1952 IF Ajax
- 1953 IF Ajax
- 1954 Tarup HK
- 1955 Aarhus KFUM
- 1956 H.G. Håndbold
- 1957 A.G.F.
- 1958 Helsingør IF
- 1959 A.G.F.
- 1960 H.G. Håndbold
- 1961 A.G.F.
- 1962 Skovbakken
- 1963 Aarhus KFUM
- 1964 IF Ajax
- 1965 A.G.F.
- 1966 H.G. Håndbold
- 1967 H.G. Håndbold
- 1968 H.G. Håndbold
- 1969 H.G. Håndbold
- 1970 H.G. Håndbold
- 1971 Efterslægten
- 1972 IF Stadion
- 1973 IF Stadion
- 1974 Aarhus KFUM
- 1975 Fredericia KFUM
- 1976 Fredericia KFUM
- 1977 Fredericia KFUM
- 1978 Fredericia KFUM
- 1979 Fredericia KFUM
- 1980 Aarhus KFUM
- 1981 Helsingør IF
- 1982 Skovbakken
- 1983 Aarhus KFUM
- 1984 Gladsaxe/HG
- 1985 Helsingør IF
- 1986 HIK
- 1987 KIF Kolding
- 1988 KIF Kolding
- 1989 Helsingør IF
- 1990 KIF Kolding
- 1991 KIF Kolding
- 1992 GOG
- 1993 KIF Kolding
- 1994 KIF Kolding
- 1995 GOG
- 1996 GOG
- 1997 Virum-Sorgenfri HK
- 1998 GOG
- 1999 Skjern Håndbold
- 2000 GOG
- 2001 KIF Kolding
- 2002 KIF Kolding
- 2003 KIF Kolding
- 2004 GOG
- 2005 KIF Kolding
- 2006 KIF Kolding
- 2007 GOG Svendborg TGI
- 2008 FCK Håndbold
- 2009 KIF Kolding
- 2010 AaB
- 2011 AG København
- 2012 AG København
- 2013 Aalborg Håndbold
- 2014 KIF Kolding København
- 2015 KIF Kolding København
- 2016 Bjerringbro-Silkeborg
- 2017 Aalborg Håndbold
- 2018 Skjern Håndbold
- 2019 Aalborg Håndbold
- 2020 Aalborg Håndbold
- 2021 Aalborg Håndbold
- 2022 GOG
- 2023 GOG
- 2024 Aalborg Håndbold
- 2025 Aalborg Håndbold